# 다시마목
다시마목(Laminariales)은 갈조류(갈조강)에 속하는 대형 해조류(조류) 목이다. 30여 속에 다시마 등 160여 종을 포함하고 있다.

## 하위 과
- 아케시피쿠스과 (Akkesiphycaceae)
- 나래미역과 (Alariaceae)
- 끈말과 (Chordaceae)
- 쇠미역과 (Costariaceae) - 쇠미역 (Costaria costata) 포함
- 다시마과 (Laminariaceae) - 다시마속 등 포함
- 감태과 (Lessoniaceae) - 바다대나무 (Ecklonia maxima) 포함
- Pseudochordaceae

## 사진

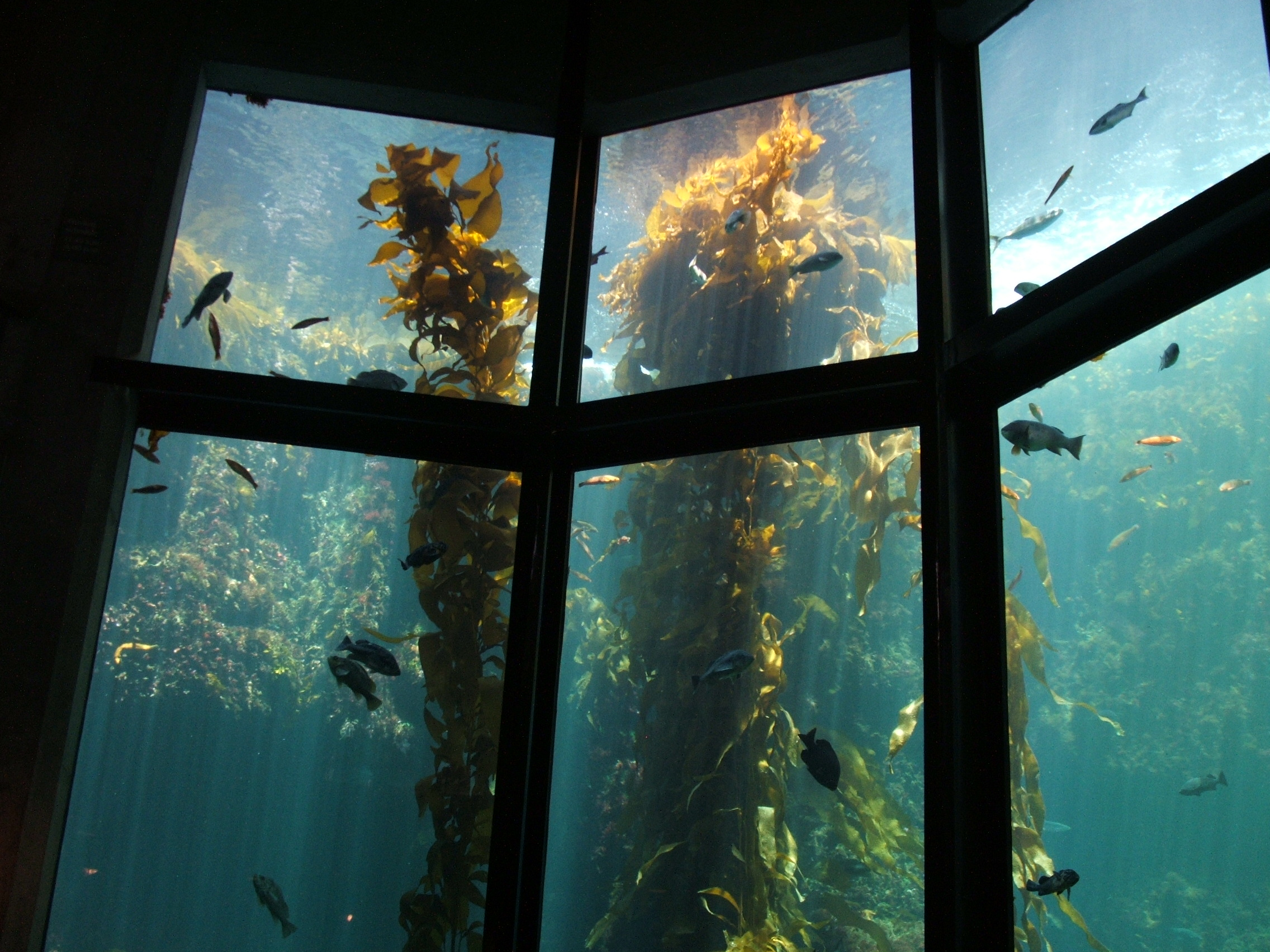
몬트레이 수족관의 대형 다시마
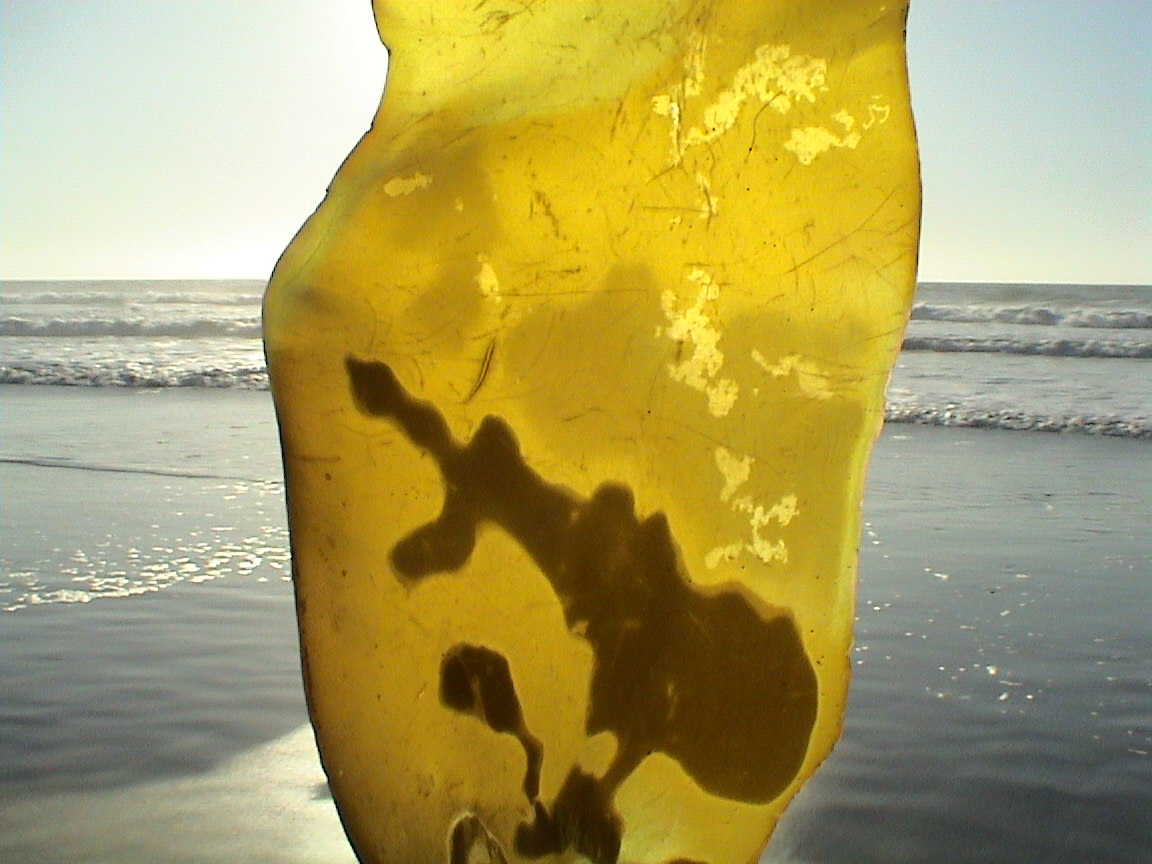
다시마
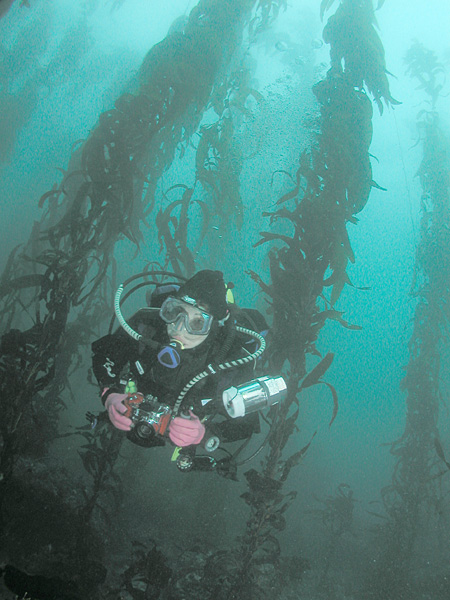
해중림(다시마 숲) 속의 스쿠버 다이버
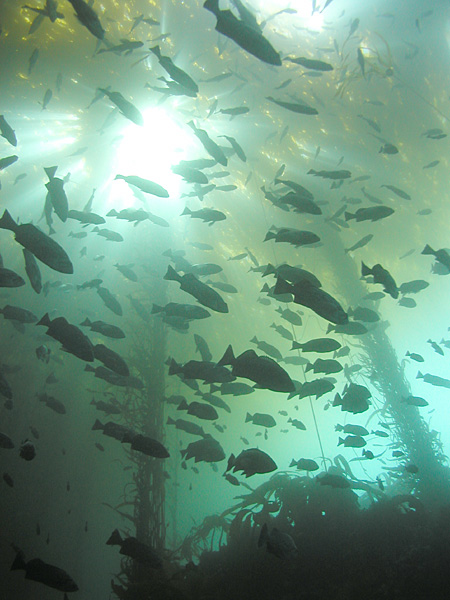
다시마 속의 청볼락
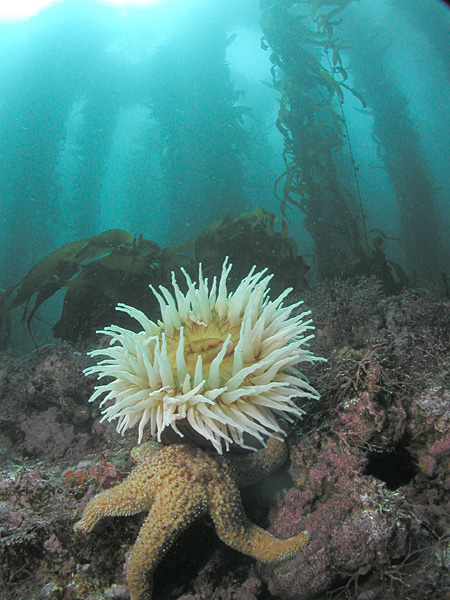
해중림 속의 아네모네와 불가사리
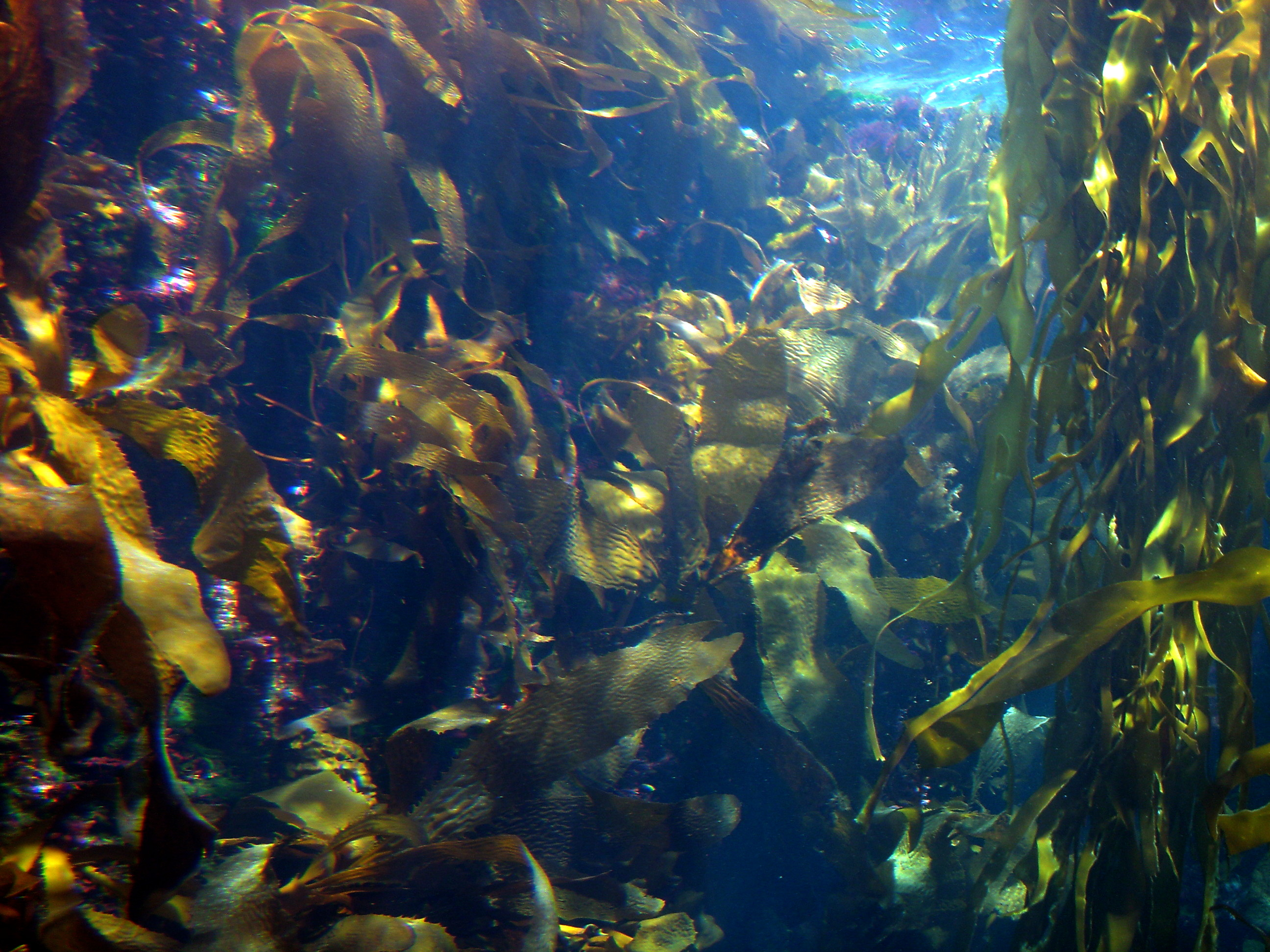
다시마 숲
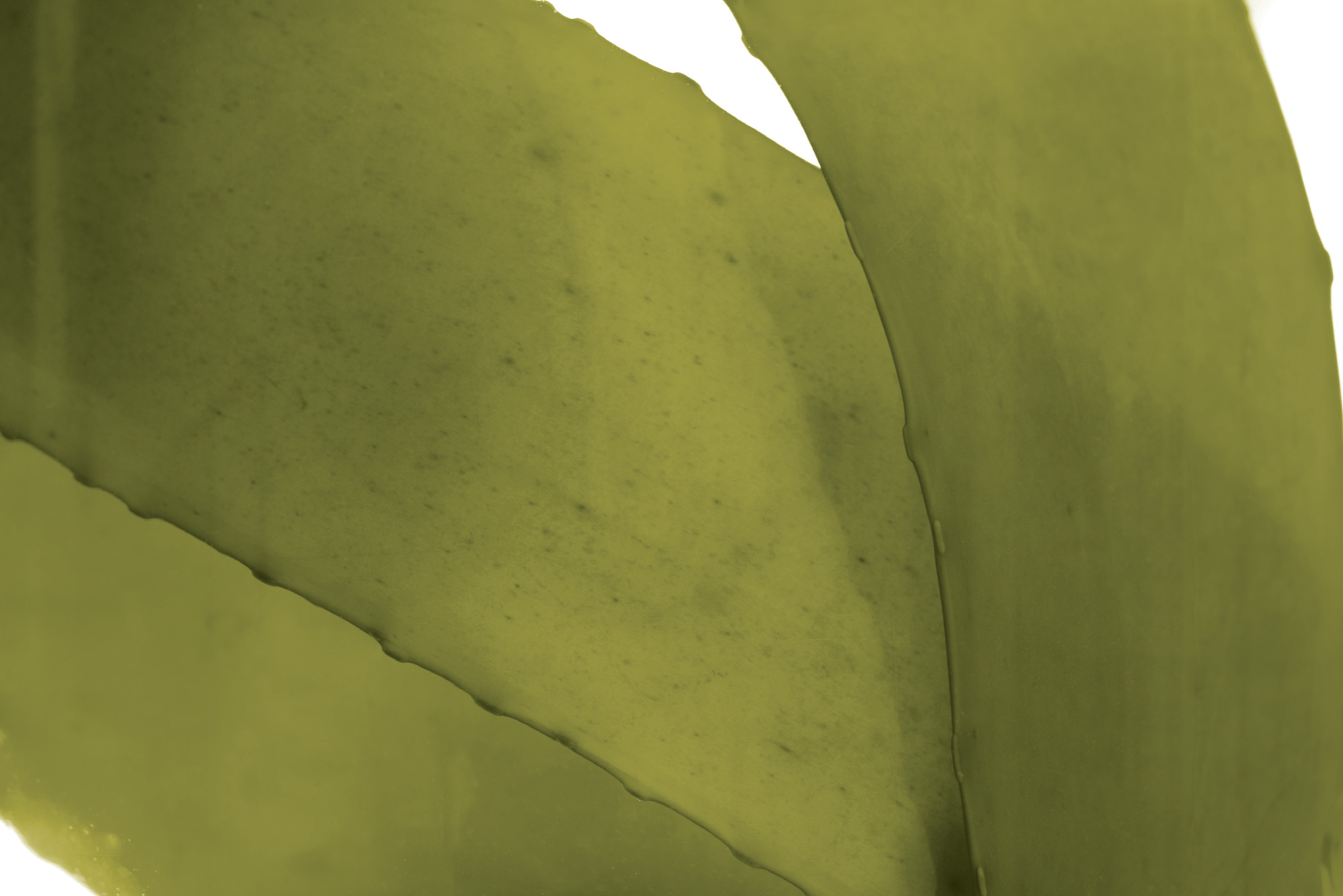
근접 촬영한 바다대나무(Ecklonia maxima), 대형 다시마의 일종